# Albert von Schoch
Albert Ritter von Schoch (Nürnberg, 23. srpnja 1860. – 8. ožujka 1943.) je bio njemački general i vojni zapovjednik. Tijekom Prvog svjetskog rata zapovijedao je 1. bavarskom pješačkom divizijom, te LXIII. korpusom na Zapadnom i Rumunjskom bojištu.

## Vojna karijera
Albert von Schoch rođen je 23. srpnja 1860. u Nürnbergu. Sin je Karla Schocha, inače bavarskog časnika, i Marie Schoch rođene Heymann. U bavarsku vojsku stupio je kao dobrovoljac u kolovozu 1879. godine. Od kolovoza 1882. služi u 1., a od studenog 1882. u 2. kraljevskoj bavarskoj pješačkoj pukovniji. U srpnju 1891. promaknut je u čin pukovnika, dok od listopada 1894. pohađa Prusku vojnu akademiju. Nakon završetka iste, 1894. godine vraća se na službu u 2. bavarsku pješačku pukovniju, da bi potom od iduće 1898. godine služio u Glavnom stožeru bavarske vojske. U međuvremenu je, u travnju 1896., unaprijeđen u čin satnika. 
U listopadu 1902. Schoch je promaknut u čin bojnika, dok se od prosinca 1903. nalazi na službi u bavarskom ministarstvu rata. U kolovozu 1906. unaprijeđen je u čin potpukovnika, te istodobno premješten na službu u Prusku vojnu akademiju gdje služi iduće dvije godine, do kolovoza 1908. kada je imenovan zapovjednikom 3. kraljevske bavarske pješačke pukovnije. Istodobno je promaknut u čin pukovnika. Iduće, 1909. godine, dobiva plemićki naslov, dok je u listopadu 1911. imenovan ravnateljem Bavarske ratne, topničke i inženjerijske škole uz istodobno promaknuće u general bojnika. Od travnja 1912. zapovijeda 3. kraljevskom bavarskom pješačkom brigadom smještenom u Augsburgu i to do prosinca 1913. kada je promaknut u general poručnika, te imenovan zapovjednikom 1. kraljevske pješačke divizije kojom zapovijeda i na početku Prvog svjetskog rata.

## Prvi svjetski rat
Na početku Prvog svjetskog rata 1. bavarska pješačka divizija nalazila se u sastavu 6. armije kojom je na Zapadnom bojištu zapovijedao bavarski princ Rupprecht. Zapovijedajući 1. bavarskom pješačkom divizijom Schoch sudjeluje u Bitci u Loreni, nakon čega je divizija premještena na sjeverniji dio Zapadnog bojišta gdje sudjeluje u borbama poznatim pod nazivom Trka k moru. Tijekom 1915. s 1. bavarskom divizijom drži položaje na Sommi, te sudjeluje u Trećoj bitci u Artoisu. U svibnju 1916. sudjeluje u Verdunskoj bitci, a u listopadu, nakon što je divizija kojom je zapovijedao premještena na Sommu, u Bitci na Sommi. U siječnju 1917. imenovan je zapovjednikom LXIII. korpusa. Istodobno je promaknut u čin generala pješaštva. Navedenim korpusom, kojim je sudjelovao u okupaciji Rumunjske, zapovijeda do kraja rata.

## Poslije rata
Nakon završetka rata Schoch je u kolovozu 1919. umirovljen. Preminuo je 8. ožujka 1943. godine u 83. godini života.

## Vanjske poveznice
(eng.) Albert von Schoch na stranici Prussianmachine.com

(njem.) Albert von Schoch na stranici Deutschland14-18.de  Arhivirana inačica izvorne stranice od 4. ožujka 2016. (Wayback Machine)